# Joseph Sabine
Pour les articles homonymes, voir Sabine.
Joseph Sabine, né le 6 juin 1770 à Tewein et mort le 24 janvier 1837, est un homme de loi et un naturaliste anglais. Il est le frère aîné de Sir Edward Sabine.

## Biographie
Sabine pratique le droit jusqu'en 1808, date à laquelle il est nommé inspecteur général des impôts, poste qu'il occupe jusqu'en 1835.
Passionné toute sa vie d'histoire naturelle, Joseph Sabine est l'un des premiers membres de la Société linnéenne de Londres, fondée en 1788. Il est secrétaire honoraire de la Royal Horticultural Society de 1810 à 1830 et trésorier et vice-président de la Zoological Society of London. Il devient membre de la Royal Society en 1799. Il reçoit la médaille d'or de l'Horticultural Society en 1816.
Outre son action en horticulture et ses recherches en botanique, Joseph Sabine est un ornithologue réputé.
Le genre de légumineuses Sabinea lui a été dédié par Augustin Pyrame de Candolle (1778-1841) en 1825.